# Erik Ivar Fredholm
Erik Ivar Fredholm (7 de abril de 1866 – 17 de agosto de 1927) fue un matemático sueco cuyo trabajo en ecuaciones integrales y en la teoría de operadores presagió la teoría de los espacios de Hilbert.

## Biografía
Fredholm nació en Estocolmo en 1866. Obtuvo su doctorado en la Universidad de Upsala en 1898, bajo la supervisión de Gösta Mittag-Leffler, siendo docente en la Universidad de Estocolmo de 1898 a 1906 y profesor de 1906 hasta su muerte. En 1914 fue elegido miembro de la Real Academia Sueca de Ciencias. Junto a su carrera académica fue requerido por la Agencia de Seguro Social Sueca cuando se fundó en 1902. Posteriormente sirvió como actuario en la compañía de seguro Skandia (1904-1927), donde la denominada ecuación de Fredholm se utilizó para el cálculo de las tarifas de aseguramiento.
Desde 1911 estuvo casado con Agnes Maria Liljeblad, secretaria del también matemático Mittag-Leffler.

## Trabajo matemático
Entre 1900 y 1903 Fredholm introdujo y analizó una clase de las ecuaciones integrales ahora llamadas ecuaciones de Fredholm. Su análisis incluía la construcción de los determinantes de Fredholm, y la prueba del teorema de Fredholm.

## Honores
- Fredholm era miembro de la Sociedad Finlandesa de Ciencias y Letras y de la Accademia dei Lincei;  recibió el Premio Poncelet en 1908.[1][4]
- El cráter lunar Fredholm lleva este nombre en su honor.

## Publicaciones
- Fredholm, I. (1900). "Sur une nouvelle méthode pour la résolution du problème de Dirichlet". Kong. Vetenskaps-Akademiens Fbrh. Stockholm (in French): 39–46. JFM 32.0435.02.

- Fredholm, E.I. (1903). "Sur une classe d'équations fonctionnelles". Acta Math 27: 365–390. doi:10.1007/bf02421317. JFM 34.0422.02.

- Fredholm, I. (1955). Oeuvres complètes. Malmd: Litos Reprotryck.